# Paulin Voavy
Paulin Voavy  (sinh ngày 10 tháng 11 năm 1987 ở Maintirano) là một cầu thủ bóng đá người Madagascar hiện tại thi đấu cho đội bóng tại Giải bóng đá ngoại hạng Ai Cập Misr lel-Makkasa.

## Sự nghiệp quốc tế

### Bàn thắng quốc tế
Bàn thắng và kết quả của Madagascar được để trước.
| #   | Ngày                 | Địa điểm                                                       | Đối thủ              | Tỉ số | Kết quả | Giải đấu           |
| --- | -------------------- | -------------------------------------------------------------- | -------------------- | ----- | ------- | ------------------ |
| 1.  | 29 tháng 4 năm 2007  | Sân vận động Machava, Matola, Mozambique                       | Seychelles           | 1–0   | 5–0     | COSAFA Cup 2018    |
| 2.  | 29 tháng 4 năm 2007  | Sân vận động Machava, Matola, Mozambique                       | Seychelles           | 2–0   | 5–0     | COSAFA Cup 2018    |
| 3.  | 29 tháng 4 năm 2007  | Sân vận động Machava, Matola, Mozambique                       | Seychelles           | 4–0   | 5–0     | COSAFA Cup 2018    |
| 4.  | 16 tháng 6 năm 2012  | Sân vận động Várzea, Praia, Cape Verde                         | Cabo Verde           | 1–3   | 1–3     | Vòng loại CAN 2013 |
| 5.  | 26 tháng 3 năm 2017  | Sân vận động Trung tâm Mahamasina, Antananarivo, Madagascar    | São Tomé và Príncipe | 1–0   | 3–2     | Vòng loại CAN 2013 |
| 6.  | 26 tháng 3 năm 2017  | Sân vận động Trung tâm Mahamasina, Antananarivo, Madagascar    | São Tomé và Príncipe | 2–0   | 3–2     | Vòng loại CAN 2013 |
| 7.  | 9 tháng 9 năm 2018   | Sân vận động Trung tâm Mahamasina, Antananarivo, Madagascar    | Sénégal              | 1–1   | 2–2     | Vòng loại CAN 2013 |
| 8.  | 2 tháng 6 năm 2019   | Sân vận động Josy Barthel, Luxembourg City, Luxembourg         | Luxembourg           | 1–1   | 3–3     | Giao hữu           |
| 9.  | 26 tháng 3 năm 2017  | Sân vận động Trung tâm Mahamasina, Antananarivo, Madagascar    | São Tomé và Príncipe | 1–0   | 3–2     | Vòng loại CAN 2019 |
| 10. | 26 tháng 3 năm 2017  | Sân vận động Trung tâm Mahamasina, Antananarivo, Madagascar    | São Tomé và Príncipe | 2–0   | 3–2     | Vòng loại CAN 2019 |
| 11. | 9 tháng 9 năm 2018   | Sân vận động Trung tâm Mahamasina, Antananarivo, Madagascar    | Sénégal              | 1–1   | 2–2     | Vòng loại CAN 2019 |
| 12. | 2 tháng 6 năm 2019   | Sân vận động Josy Barthel, Luxembourg City, Luxembourg         | Luxembourg           | 1–1   | 3–3     | Giao hữu           |
| 13. | 19 tháng 11 năm 2019 | Sân vận động Tướng Seyni Kountché, Niamey, Niger               | Niger                | 5–1   | 6–2     | Vòng loại CAN 2021 |
| 14. | 9 tháng 10 năm 2020  | Sân vận động Alphonse Theis, Hesperange, Luxembourg            | Luxembourg           | 3–0   | 1–4     | Giao hữu           |
| 15. | 12 tháng 11 năm 2020 | Sân vận động Olympique Alassane Ouattara, Abidjan, Bờ Biển Ngà | Bờ Biển Ngà          | 1–2   | 1–2     | Vòng loại CAN 2021 |